# Barbassolo
Barbassolo (Barbassòl in dialetto mantovano) è una frazione del comune di Roncoferraro, in provincia di Mantova.

## Geografia fisica
Barbassolo è localizzato a circa 15 km dalla città di Mantova. In territorio comunale dista 2 km da Roncoferraro. I comuni limitrofi sono quelli di Bagnolo San Vito e di Castel d'Ario.

## Origini del nome
Il nome di Barbassolo deriva dal diminutivo "borgo basso", riferito alla vicina Barbasso, che un tempo erano borghi uniti.

## Monumenti e luoghi d'interesse
- Pieve dei Santi Cosma e Damiano

L'edificio in stile romanico del XII secolo è dedicato ai santi Cosma e Damiano. Faceva parte di alcune proprietà che la contessa Matilde di Canossa aveva donato al monastero di San Benedetto in Polirone agli inizi del XII secolo. Al suo interno, nell'abside, si trova un dipinto di scuola mantegnesca della fine del XV secolo raffigurante la Madonna in trono tra i Santi Cosma e Damiano.
- Corte Sant'Antonio, corte rurale della fine Settecento.